# Scopula comes
Scopula comes là một loài bướm đêm trong họ Geometridae.